# Charvensod

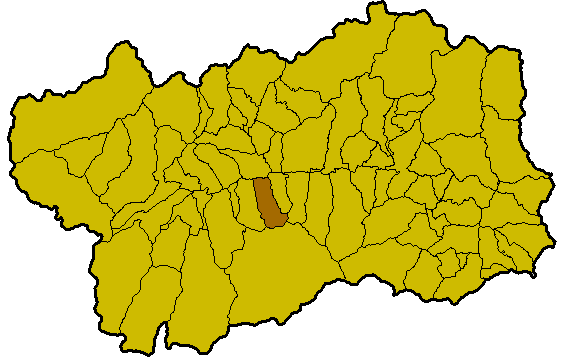
Ubicación del municipio de Charvensod en el Valle de Aosta.

Charvensod es una localidad italiana del Valle de Aosta, con 2.477 habitantes.

## Evolución demográfica
| Gráfica de evolución demográfica de Charvensod entre 1861 y 2001 |
|                                                                  |
| Fuente ISTAT - elaboración gráfica de Wikipedia                  |